# 孙紫晴
孙紫晴（？—），黑龙江省鸡西市人，中国大陆歌手、演员。

## 简介
- 2007年11月，拍摄情景剧《富爸爸智多星》
- 2008年3月，拍摄电视剧《遗忘过去》在剧中饰演刘雪
- 2008年5月参加录制CCTV3公益歌《把爱奉献》
- 2008年7月，拍摄电视栏目剧，《铁棍的龊事》饰演周小凤
- 2008年参加北京奥运会火炬巡展嘉宾
- 2008年11月，拍摄电影《乌鸦》。[1]
- 2009年8月参加“魔乐寻找好声音”活动并与该公司签约。2009年10月发行首支单曲《傻女人》，2010年發行單曲《說了》。[2]